# Horisme incurvaria
Horisme incurvaria là một loài bướm đêm trong họ Geometridae.